# În vreme de război
În vreme de război este o nuvelă realistă, psihologică, cu accente naturaliste, scrisă de Ion Luca Caragiale și publicată pentru prima oară în 1898.
Tema o constituie evoluția unei obsesii până la nebunie, respectând toate simptomele acestei boli, eroul principal fiind urmărit prin analiza crizelor de conștiință și de comportament, ca într-o adevărată fișă medicală.

## Structura nuvelei

### Capitolul I
Primul capitol al nuvelei precizează datele esențiale despre cele două personaje, aflate în relație de rudenie: Stavrache este negustor și proprietarul unui han, iar fratele său este preotul Iancu din Podeni, dar și conducătorul unei bande de hoți, prinsă de stăpânire după o serie de tâlhării finalizate cu crime odioase. Pentru a scăpa de ocnă, Popa Iancu se înrolează ca voluntar și pleacă la război, averea sa rămânând în custodia lui Stavrache.

### Capitolul II
Capitolul urmărește îndeaproape obsesiile și coșmarurile lui Stavrache, iscate din teama că fratele său nu ar fi murit și că s-ar putea întoarce să-i ia averea.

### Capitolul III
Capitolul ilustrează întâlnirea și confruntarea dramatică dintre cei doi frați și declanșarea nebuniei lui Stavrache.

## Momentele subiectului
Firul epic al nuvelei urmează linia unei compoziții clasice și conturează treptat obsesia lui Stavrache și evoluția ei spre nebunie. 

### Expozițiunea
Începutul nuvelei este o adevărată expozițiune, în care se prezintă datele esențiale ale celor două personaje și împrejurările pe care le determină destinele.
Timp de doi ani, o ceată de tâlhari, „spoiți cu cărbuni pe ochi“ și foarte cruzi, băgaseră în sperieți pe locuitorii din „trei hotare“, prin furturi, torturi și omoruri. Hoții fuseseră prinși de poteră în pădurea Dobrenilor și acum era căutată căpetenia bandei.
Popa Iancu din Podeni, văduv și bogat, locuia împreună cu maică-sa. Averea popii creștea văzând cu ochii, își cumpărase două moșii, multe vite, oi și cai de rasă, construise un han și o casă de piatră și se spunea că avea „și bănet“. Lumea bănuia că popa „găsise vreo comoară“, dar toate acestea „băteau la ochi“ și au stârnit suspiciunea oficialităților.
Într-o noapte, când pe mamă o trimisese la târg împreună cu argații, popa Iancu își înscenează un jaf, fiind găsit a doua zi „legat butuc, cu mușchii curmați de strânsura frânghiilor, cu călușu-n gură“ și plângându-se că l-au schingiuit și „i-au luat o groază de bani“. Ironia ascuțită a lui Caragiale descoperă câteva inadvertențe ale „jafului“, mirându-se cum câinii, care erau „ca niște fiare“, nu lătraseră și nici nu fuseseră nici adormiți sau omorâți, cum de nu-i furaseră popii și caii, „un buiestraș minunat și două iepe de prasilă.“
După două săptămâni de la această întâmplare, se auzi de o altă tâlhărie îngrozitoare asupra arendașului de la Dărmănești, care fusese prădat, chinuit, apoi omorât împreună cu o bătrână cu care stătea. După această fărădelege, hoții „spoiți cu negru căzură în lanțurile justiției“.
Stavrache avea un han așezat „în drum“, era „om cu dare de mână“ și fusese și el înfricoșat să nu-l calce hoții, așa că acum, că-i prinseseră, răsuflase ușurat. Popa Iancu vine la han și îi destăinuie fratelui său, „ca la un duhovnic“. că el era „capul bandei de tâlhari“, că își înscenase jaful „ca să adoarmă bănuielile“, iar acum regreta amarnic, scuzându-se că „dracu-l împinsese“. Spaima lui este că tâlharii, acum că fuseseră prinși, îl vor demasca și pe el, de aceea venise disperat la fratele lui mai mare, ca să-i ceară un sfat: „- Ce-i de făcut, neică Stavrache? scapă-mă!“. În acel moment sosesc la han, cu gălăgie mare, „vreo douăzeci de voluntari tineri“, cu un ofiței și trei sergenți care se duceau la război și voiau să se odihnească până dimineață, când trebuia „s-apuce trenul militar“. Lui Stavrache îi vine ideea să-l trimită și pe frate-său, Iancu, voluntar pe front, îl rade și îl tunde „muscălește“, apoi, „după ce s-a sărutat de multe ori cu neica Stavrache, a pornit cu vesela bandă, fără să se mai uite înapoi“.
Despre preotul Iancu nu se mai știa nimic în Podeni, „parcă intrase în pământ“ și oamenii au adus alt preot în sat, pentru că nu puteau să rămână „fără liturghie“. Tocmai când se-ntorcea de la parastasul de nouă zile al mamei sale, Stavrache primește o scrisoare de la fratele lui, care fusese expediată înaintea luptelor de la Plevna și din care află că Iancu fusese numit sergent și decorat cu „Virtutea militară“. Ironia lui Caragiale este acidă, descriind starea de spirit a lui Stavrache, care verifică din nou data expedierii scrisorii pentru a se convinge că era trimisă înaintea bătăliei de la Plevna, în care, se știa, muriseră foarte mulți români și se întreba, în subconștient, dacă Iancu o fi scăpat cu viață. El se interesează și de pedepsirea tâlharilor și, aflând că aceștia nu-și trădaseră căpetenia, Stavrache își exprimă disprețul pentru judecătorii incompetenți („Ce mai judecători! ...“) și se întreabă dacă fratele lui ar îndrăzni să se mai întoarcă și să-și revendice averea, care era acum administrată de hangiu: „... O veni? ... n-o veni? ...“.
După un timp, Stavrache primește altă scrisoare, de data asta cu „slovă străină“, prin care i se anunță moartea fratelui său, „sublocotenentul Georgescu, voluntar înaintat din grad în grad în timp de campanie“, răpus „de trei gloanțe inamice primite în pântece“. Cel care scrisese înștiințarea elogia curajul și vitejia eroului, care, zâmbind, „și-a cantat singur popește foarte frumos: vecinica pomenire!“. După ce „a plâns mult, mult, zdrobit de trista veste“, Stavrache se încurajează bărbătește pentru că „nu trebuie să se lase copleșit așa de durere ...“, iar, ca urmare, face toate demersurile pentru a moșteni averea fratelui mai mic și intră oficial în posesia ei. Autorul este cel care deapănă șirul întâmplărilor cu obiectivitate, intervine cu paranteze sau scurte comentarii privind atitudinea și comportamentul hangiului.

### Intriga
Consultând un avocat în privința condițiilor legale de păstrare a averii moștenite, hangiul află că numai popa este singurul care ar avea dreptul să-i ceară restituirea bunurilor, dar el „cine știe unde s-o fi prăpădit“. Din acest moment, pe Stavrache începe să-l chinuie gândul în legătura cu posibila întoarcere a fratelui său și acțiunea nuvelei crește în tensiune.

### Desfășurarea acțiunii
În cei cinci ani care trecuseră de la terminarea războiului, nimeni nu-l deranjase pe Stavrache, în afară de aparițiile de coșmar ale lui popa Iancu, „care venea din când în când, de pe altă lume, să tulbure somnul fratelui său“. Visele chinuitoare ale lui Stavrache devin obsesii, se transformă treptat în coșmaruri care îl terorizează, el trăind parcă aievea momentele tulburătoare ale „vizitei înstrăinatului“, dar de fiecare dată își liniștește sufletul cu o sfeștanie făcută casei.
O primă imagine în coșmarurile hangiului este întruchipată de apariția frateului său în haine de ocnaș, „stins de oboseală, bolnav, cu fața hiravă și cu ochii-n fundul capului ca în clipa morții“. Hainele vărgate și opincile erau sfâșiate, iar palmele, gleznele și tălpile erau „pline de sânge“, pentru că evadase din ocnă și străbătuse prin codri, „trecuse prăpăstii“, iar acum cerea fratelui său o „bărdacă de apă“, după care leșinase. Stavrache i se adresează cu un glas încărcat de ură și de teamă că-și va pierde averea: „- Ticălosule, (...) ne-ai făcut neamul de râs! (...) Pleacă! Du-te înapoi de-ți ispășește păcatele!“. Luptându-se cu moartea, ocnașul se agață cu disperare „de frate-săi cu o mână de gât și cu alta de brațul stâng (...) cu o putere covârșitoare“, îl trântește la pământ și, punându-i genunchiul îl piept, îi zice, râzând „ca un nebun“ și scrâșnind din dinți: „- Gândeai c-am murit, neică?“. Atunci când „nebunul a voit să-l sugrume“, hangiul, „smintit și el de frica morții“, și-a adunat puterile, l-a îmbrâncit pe ocnaș pe ușă și acesta „a pierit în întunericul nopții“. Înspăimântat, „tremurând din toate încheieturile și făcându-și cruci peste cruci“ pentru odihna sufletului răposaților, Stavrache s-a dus a doua zi la biserică, simțindu-se foarte tulburat și neputând mânca nimic.
A doua apariție „de coșmar are loc într-o noapte, când, încercând să doarmă, o „ploaie rece de toamnă“ legănă cu „mișcarea sunetelor“ gândurile omului, care se roteau în cercuri din ce în ce mai largi și „tot mai domol“, când hangiului i se păru că aude „un cântec de trâmbițe ... militari desigur“. Ieșind afară, Stavrache „rămâne ca trăsnit“, recunoscând în căpitanul care conducea campania pe fratele mort, care scoase ușa din țâțâni și, „râzând cu hohot“, strigă: „- Gândeai c-am murit, neică?“ Apoi, căpitanul alergă să-l prindă pe hangiu, care, speriat, „se-ndârjește și-l strânge de gât, îl strânge din ce în ce mai tare“, iar chipul militarului se lumina din ce în ce mai mult, râdea zgomotos și vesel, întrebându-l: „Gândeai c-am murit, neică?“ Uitându-se țintă la frate-său, popa Iancu dădu comanda de plecare, „trâmbițele sunară, soldații își ridicară armele și, urmată de obștea satului, compania plecă, având în frunte pe căpitanul al cărui râs acoperea cântecul trâmbițelor și zgomotul mulțimii.“
Dimineața, hangiul se duse „tremurând de friguri“ la popa din sat și-l rugă să vină să facă o sfeștanie casei.
Vremea urâtă, „o sloată nepomenită: ploaie, zăpadă, măzărică și vânt vrăjmaș“ se abătu peste sat și ținu trei zile și trei nopți, drumul era pustiu, „nici un glas de câine nu se mai auzea“.
Stavrache își schimbase firea, devenise irascibil, suspicios, avea reacții ciudate în relațiile cu clienții. Un exemplu edificator îl constituie atitudinea pe care o are hangiul față de fetița care venise cu două sticle de gaz să cumpere „de un ban gaz“ și „de doi bani țuică“, rugându-l „să nu mai pui gaz în a de țuică și țuică-n a de gaz, ca alaltăieri“ și să scrie în caietul de datorii, pentru că n-aveau bani.
Dialogul cu fetița îl include în lumea negustorilor avari și nemiloși: „Scrie-v-ar popa să vă scrie, de pârliți! (...) De mici vă-nvățați la furat, fire-ați ai dracului!“.
Vremea de afară și gândurile tulburi ale eroului constituie un tablou naturalist sugestiv pentru evoluția obsesiilor, iar vedeniile, halucinațiile chinuitoare, marcate de obsedanta întrebare „Gândeai c-am murit, neică?“, învălmășeala de obsesii provoacă treceri de la realitate la vis, cele două planuri se confundă, sugerând astfel degradarea psihică progresivă a lui Stavrache.

### Punctul culminant
Punctul culminant este reprezentat de momentul întâlnirii reale dintre cei doi frați. Deși afară viscolul urla, Stavrache aude glasuri de oameni și bătăi în ușa de la drum a prăvăliei. Erau doi oameni înfofoliți din cauza viforului, care solicită găzduire peste noapte, întrucât caii erau „prăpădiți“, iar ei înghețați bocnă. Argații duseră caii în grajd, traseră sania în curtea hanului, iar călătorii intrară la căldură. Când Stavrache veni cu mâncarea, unul dintre cei doi bărbați se culcase în pat, cu spatele la el și hangiul se aplecă peste omul de pe pat, care-i răspunse: „Cum să nu te cunosc, neică Stavrache, dacă suntem frați buni?“
Ajuns la capătul încordării psihice, hangiul se clătină puternic, de parcă „tot viforul care urla în noaptea grozavă“ ar fi năpădit dintr-o dată peste el, „deschise gura mare să spună ceva, dar gură fără să scoată un sunet nu se mai putu închide; ochii clipiră de câteva ori foarte iute și apoi rămaseră mari, privind țintă (...); mâinile voiră să se ridice, dar căzură țepene de-a lungul trupului“. Replica lui popa Iancu, aproape la fel cu aceea din coșmarurile lui: „Mă credeai mort, nu-i așa?“, constituie lovitura definitivă primită de mintea buimăcită și confuză a lui Stavrache, care confundă realitatea cu imaginile din coșmaruri. Popa venise să-i ceară cincisprezece mii de lei, ca să acopere suma delapidată de el din fondurile regimentului, că altfel „trebuie să mă-npușc“.

### Deznodământul
Cu o artă desăvârșită, Caragiale analizează reacțiile, atitudinile și comportamentul hangiului: „Drept orice răspuns, Stavrache se ridică în picioare foarte liniștit; se duse drept la icoane; făcu câteva cruci și mătănii; apoi se sui în pat și se trânti pe o ureche, strângându-și genunchii în coate“, începând să horcăie și să geamă.
Dacă la început criza psihologică abia se înfiripă, ea se adâncește evolutiv, sub imperiul obsesiilor, ducând la o manifestare explozivă și violentă premergătoare nebuniei și declanșând demența. Fratele îl atinse cu mâna, dar „la acea ușoară atingere, un răcnet! - ca și cum i-ar fi împlântat în rărunchi un junghi roșit în foc - și omul adormit se ridică drept în picioare, cu chipul ingrozitor, cu părul vâlvoi, cu mâinile încleștate, cu gura plină de spumă roșcată“. Răsturnând masa, lumânarea se stinse și „odaia rămase luminată numai de candela icoanelor“. Stavrache se năpusti asupra fratelui său, îl trânti la pământ și începu să-l strângă 
de gât și să-l muște. „Atunci începu o luptă crâncenă“. Încercând să-i despartă, camaradul lui popa Iancu este și el trântit la pământ. Profitând de neatenția fratelui său, popa își scoase cureaua de la brâu și legă strâns picioarele hangiului dezlănțuit, apoi îi dădu pumni în ceafă și în furca pieptului, până când „Stavrache (...) se prăbuși ca un taur, scrâșnind și răgind“. Afară, viscolul ajunsese „în culmea nebuniei“, făcând să trosnească „zidurile hanului bătrân“. În timp ce-i legau mâinile deasupra capului, Stavrache „îi scuipa și râdea cu hohot“. Camaradul căută lumânarea și o aprinse, dar, cum „îi dete lumina în ochi, Stavrache începu să cânte popește“.
Istovit de încăierare, popa Iancu se uită la fratele lui mai mare care „cânta nainte, legănându-și încet capul, pe mersul cântecului, când într-o parte când într-alta“ și se gândește că n-are noroc.
Finalul nuvelei prezintă un caz patologic tipic, autorul reușind să întocmească o adevărată fișă clinică, în care notațiile simptomelor fiziologice sunt unele medicale: „chip îngrozit“, „părul vâlvoi“, „mâinile încleștate“, „gura plină de o spumă roșcată“, „scuipa și râdea cu hohot“, „începu să cânte popește“.
Eroul principal, Stavrache, este conturat în evoluția sa de la lăcomie la iluzie, apoi la halucinații, de la frică la spaimă și groază până la nebunie, toate aceste stări definind natura psihică labilă, predispoziția genetică pentru evoluția spre demență.
Caracterul naturalist al nuvelei este conferit și de strânsa relație dintre natura ce se dezlănțuie treptat și evoluția patologiei personajului: „Legănate de mișcarea sunetelor, gândurile omului începură să sfârâie iute în cercuri strâmte.“ Elementul auditiv devine pregnant, ploaia măruntă și rece de toamnă căzând „în clipe ritmate pe fundul unui butoi dogit (...), facea un fel de cântare cu nenumărate și ciudate înțelesuri“. Când, în final, Stavrache se prăbușește, „vântul afară ajuns în culmea nebuniei făcea să trosnească zidurile hanului bătrân“.

## Stilul
Nuvela are un caracter scenic, specific manierei literare a lui Ion Luca Caragiale, dialogurile conțin replici scurte, gesturile sunt descrise detaliat, completând fișa psihologică pe care o realizează autorul în această creație.
Nuvela În vreme de război este o proză psihologică de factură naturalistă, urmărind stările de conștiință și de comportament ale eroului principal prin monologuri interioare sugestive, iar destinul dramatic are la bază lăcomia exagerată a acestuia, dar și tare genetice, întrucât „incontestabil există o tară în familia în care un frate înnebunește, iar altul se face tâlhar ca popă și delapidor ca ofițer.“ (George Călinescu)
În „Arta prozatorilor români“, Tudor Vianu evidențiază relația autor-narator-personaj, atât de întâlnită în proza lui I.L. Caragiale: „Pătrunzând în actualitatea sufletească a unora din personajele caragialiene, nu suntem obligați să ne reprezentăm pe autorul care o reflectă. Distanțele dintre acesta și oamenii pe care-i zugrăvește este suprimată, prin fuziune simpatetică, încât viața interioară a acestora nu este «produsă». Ideile și sentimentele oamenilor nu ne apar din perspectiva scriitorului, ci din aceea a eroilor. Nu ascultăm pe autor vorbindu-ne, ci «vedem» oarecum personajele gândind și simțind.“
I.L. Caragiale își privește și ascultă personajele, folosind ca modalități tehnice de realizare stilul simpatetic (care provoacă stări sufletești - n.n.) prin monolog interior și stilul indirect liber, prin dialoguri sugestive.

## Ecranizare
- Înainte de tăcere (1978), regiza Alexa Visarion, cu actorii Liviu Rozorea, Valeria Seciu, Ion Caramitru[1]